# Acrocephalus atyphus
El carricero de Tuamotú (Acrocephalus atyphus) es una especie de ave paseriforme de la familia Acrocephalidae endémica de la Polinesia francesa.

## Distribución
Solo se encuentra en el archipiélago Tuamotu en la Polinesia francesa.